# General Motors do Brasil
La General Motors do Brasil/GM do Brasil es la mayor subsidiaria de la corporación en Suramérica y la segunda mayor operación de General Motors fuera de los Estados Unidos, siendo la primera General Motors de México. 
En 2005, la "GM do Brasil" vende en el mercado brasileño un total de 365,259 vehículos, y obtiene una participación sobre el total del mercado brasileño de un 21,3%, siendo el segundo fabricante de automotores en el Brasíl después de la Fiat y antes de la Renault do Brasil. En los segmentos específicos en los que produce vehículos SUV, de transporte público y de vehículos comerciales ligeros, su participación fue un poco más alta, con un 22,6% de participación. La producción total de la compañía llega a las 559,345 unidades, teniendo en cuenta los vehículos listos para el mercado interno y las exportaciones y también a los vehículos "CKD" (Completely Knocked Down), exportados a las plantas de Chile, Colombia, Ecuador y Venezuela.
Las exportaciones de GM de Brasil presentaron un nuevo récord en el año de 2005, alcanzando un valor de US$ 1,6 mil millones, y con una exportación de 114,994 unidades en "CKD" y 125,678 vehículos listos para cerca de 40 países en todo el mundo. El principal mercado en el área de las exportaciones fue México, seguido por Argentina, Colombia, Venezuela, Sudáfrica y otros países de América.

## Historia

### Inicios

Inauguración de la Fábrica de General Motors en São José dos Campos) por el presidente Juscelino Kubitschek.

La historia de General Motors en Brasil data desde 1925, al institucionalizarse en ese año la Companhia Geral de Motores, empresa que se encargó de la importación y ensamble de vehículos provenientes de Estados Unidos y cuyas primeras actividades tuvieron lugar en galpones ubicados en el barrio Ipiranga de la Ciudad de São Paulo. En su principio, sus actividades consistían en el ensamblaje de vehículos importados en kits desde los Estados Unidos. Después de cinco años de funciones, la empresa cambiaba su denominación a General Motors do Brasil e inauguraba oficialmente su primera fábrica de componentes en la ciudad de São Caetano do Sul, en 1930.
En 1958 comenzó a funcionar una segunda fábrica, en São José dos Campos, inaugurada oficialmente un año depspués por el entonces presidente de la República Juscelino Kubitschek. Así mismo en 1958, salían de la línea de montaje de la citada fábrica de São Caetano do Sul, los primeros vehículos 100% nacionales de la marca: los camiones Chevrolet Brasil y la pickup modelo 3100, para carga ligera, inaugurando la fabricación de vehículos livianos de la GM en Brasil.

## Línea de tiempo
- En el año de 1964, es lanzada la Chevrolet Veraneio.
- En el año de 1968, la división GM de Brasil, por medio de su marca Chevrolet anunció oficialmente el proyecto de su primer coche de turismo, el Opala.
- En 1973, sale al mercado el Chevette, en el año de 1994 este modelo sale de las líneas de producción, su lugar lo toma el Corsa.
- En 1982, llega el Chevrolet Monza, y en 1996 dicho modelo es descontinuado, siendo sustituido oficialmente por la marca en el Brasil por el Vectra.
- En 1985, es llevada al mercado la Série 20, con la camionetas (pick-up), A20, C20 y la D20, para substituir a la ya desfasada Serie 10, y reforzar su competencia frente a la F de la Ford.
- En 1989, se rehace la estética de la Veraneio conjuntamente a otros modelos ya veteranos como la a Bonanza, para continuar las líneas del diseño de la Série 20.
- En 1989, es lanzado el Kadett, un substituto del Chevette en Europa.
- En 1990, es lanzada la rural Ipanema, una versión Station Wagon derivada de la mecánica del Kadett.
- En 1992, se presentan en el Brasil el Omega (para substituir al Opala) y el Vectra (que en 1996 se convierte en el sustituto oficial del Monza).
- En 1993, es presentado en el mercado el Astra que era importado de la planta de Opel en Bélgica, y en 1998 se inicia la producción de su segunda generación en las plantas de la GM en Brasil.
- En 1994, la Veraneio es descontinuada finalmente de la producción.
- En 1994, llega el Chevrolet Corsa, y dicho modelo se inserta como el sustituto del Chevette. Este coche sería una gran revolución entre la gama de los coches económicos en el continente, y no solamente en el Brasíl.
- En 1995, llega a dicho mercado la línea S-10 y el primer SUV de procedencia estadounidense, la Blazer.
- En 1997, las camionetas de la Serie 20 de la Chevrolet son descontinuadas en su producción, las sustituyen con la Silverado, que luego de sus pobres resultados es retirada de ventas.
- A mediados de los años 1998 y 1999, se detiene la importación al mercado de Brasil del Tigra y del Calibra, debido a la devaluación del Real frente al Marco alemán.
- En el 2000, llega al mercado el Chevrolet Celta, para sustituir al Corsa de la época, ya que se acrecaba una reestilizaión del mismo en el año 2002.
- En el 2001, llega la miniván Zafira.
- En el año de 2004, la Chevrolet del Brasil fue líder de ventas de automóviles de pasajeros y de vehículos comerciales ligeros. Aparte de esto, la Chevrolet conmemoró los 80 años de actividad de su empresa en el Brasíl.
- En el año de 2005, lanza el Chevrolet Vectra III, siendo este un derivado de la tercera generación del Opel Astra.
- En el año de 2006, a Chevrolet hace una reestilización del Chevrolet Celta , y en octubre del mismo año, la versión sedán del mismo automóvil, denominada Chevrolet Prisma.
- En el año de 2008, la Chevrolet trajo al mercado al Captiva.
- En octubre del año 2009, la marca Chevrolet lanza al mercado el Agile.
- En el año de 2010, la Chevrolet lleva al mercado el Camaro en el Brasil.
- En febrero de 2011, la fabricación del Blazer en el Brasil es detenida.
- En el año de 2011, la producción del Astra es terminada en el Brasil.
- En el año de 2011, la producción del Corsa es detenida.
- El 28 de junio de 2011, es cancelada la producción del Vectra III y su versión hatchback (Vectra GT) en el Brasil.
- En el mes de septiembre del 2011, la marca Chevrolet comienza la comercialización del Cruze, en Brasil, y con él la introducción del motor "Ecotec 6".
- En octubre de 2011, inicia la producción del sedán mediano Cobalt, un desarrollo 100% local destinado a suplantar al Astra y a ser comercializado en mercados emergentes.
- En 2011 inicia la producción de la segunda generación de la Pick Up Chevrolet Montana, siendo esta derivada del Chevrolet Agile.
- En el año de 2012, Comeinza la producción de la segunda generación de la S-10.
- En el año de 2012, es lanzado al mercado el Cruze Sport6.
- Entre junio y julio de 2012 se realizará la reducción de la plantilla de personal de 25000 a 21000 empleados de las plantas de producción de la GM en Brasil, ante las reducciones de las perspectivas de ventas a nivel mundial, y a la caída estrepitosa de sus ventas a nivel local.[4][5][6]
- En 2012 se inicia en el Centro de Producción de Gravataí la fabricación del nuevo Onix y su sedán Prisma. Ambos modelos son desarrollos salidos del Centro de Diseño de Chevrolet en São Paulo.
- En 2012 comienza la importación (y posterior producción) del Cobalt brasileño a Uzbekistán, donde es comercializado como Ravon R4.
- En 2012 se suspende la producción del Prisma derivado del Celta.
- En octubre de 2012 finaliza la producción de las minivan Meriva (derivada del Corsa II) y Zafira (derivada del Astra), dando pasó a la producción de la nueva Chevrolet Spin, desarrollada 100% en el Centro de Diseño Chevrolet de São Paulo.
- En 2013 comienza la importación desde México de la Chevrolet Trax, rebautizada en Brasil como "Tracker".
- En 2016 finaliza la producción del Chevrolet Classic. Sus últimas unidades son importadas desde Argentina.
- En 2016 finaliza la producción del Chevrolet Celta.
- En 2016 se produce una reestilización a la gama Onix/Prisma a la cual se le suma equipamiento. Mientras tanto, la primera generación es rebautizada como Onix Joy y Prisma Joy, siendo ofrecidos como modelos básicos.
- En 2016 finaliza la producción del Chevrolet Cruze I en todas sus versiones, para dar paso a la importación del Cruze II desde Argentina.
- En 2017 finaliza la importación de la Chevrolet Captiva mexicana (derivada de la Opel Antara) para dar paso a la nueva Chevrolet Equinox
- En 2019 finaliza la producción del Chevrolet Cobalt brasileño.
- En 2019 comienza la producción de la segunda generación del Chevrolet Onix, desarrollada en China. Toda la gama pasa a adoptar está denominación, desapareciendo la nomenclatura Prisma para la versión sedán (Onix Plus). La primera generación del tándem Onix-Prisma pasa definitivamente a denominarse como Chevrolet Joy.

## Actualidad

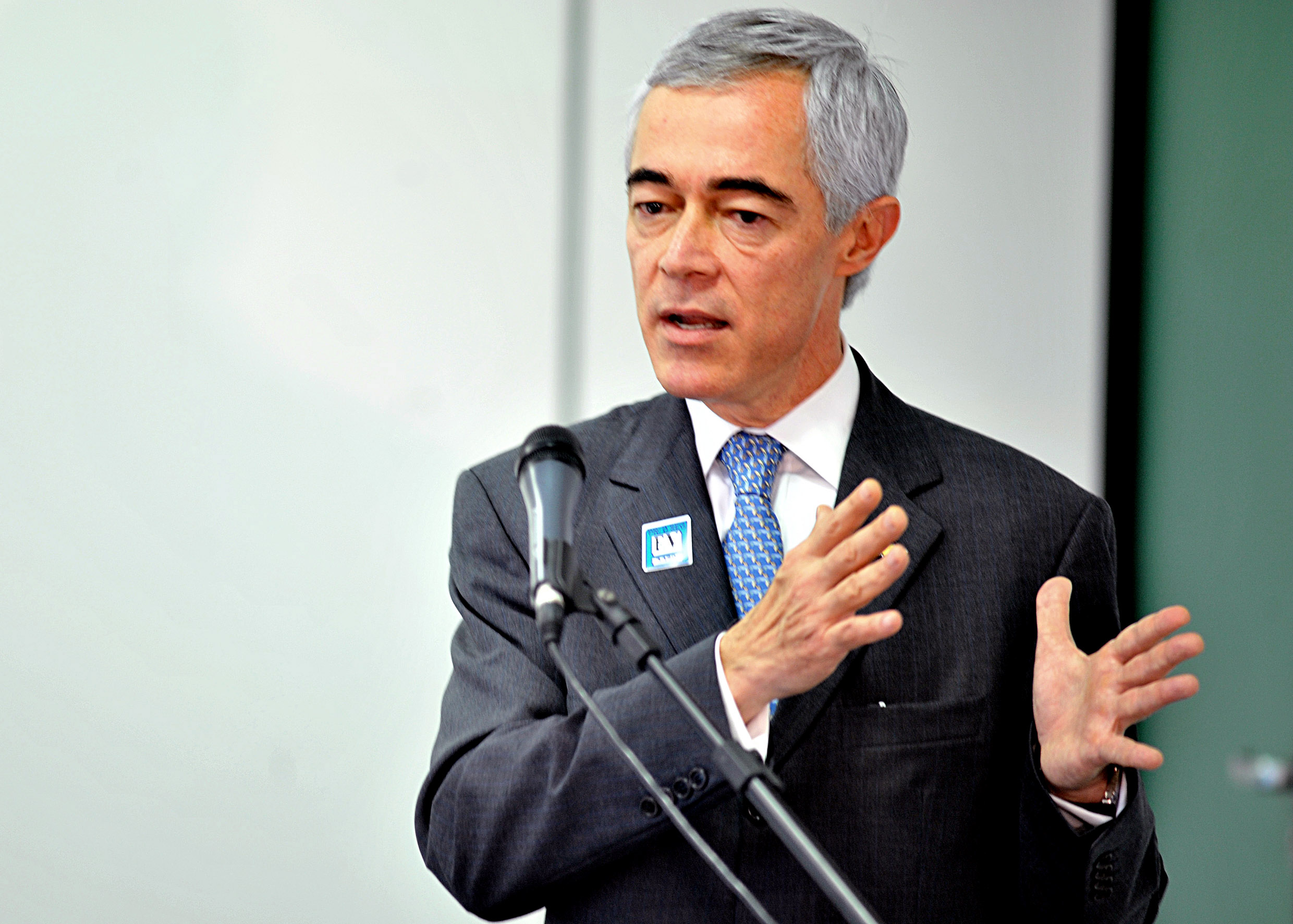
El nuevo presidente de General Motors do Brasil y del GM para el Mercosur, Jaime Ardila, anuncia las nuevas inversiones de la empresa en el país durante la audiencia con el presidente Lula, la ministra Dilma Rousseff y la gobernadora Yeda Crusius. Foto: Marcello Casal Jr./ABr.

A pesar de la crisis de su empresa matriz en los Estados Unidos y en Europa, la situación de GM do Brasil es diametralmente diferente, gracias a su amplia capacidad operativa.
El 28 de abril de 2008, la unidad de la General Motors do Brasil en la ciudad de São Caetano do Sul adoptó un tercer turno de trabajo en el área de producción de vehículos. Por primera vez en la historia de la empresa que en aquella unidad de producción se pasó a producir vehículos tanto de día como de noche, de forma ininterrumpida durante las 24 horas. Para hacer más efectiva dicha medida, la GM contrato más de 1.500 nuevos empleados. La marca Chevrolet introdujo un nuevo turno de trabajo, debido a la gran demanda en ventas del modelo Celta, sosteniendo el liderazgo en la categoría de coches populares. A finales del año 2006, la Chevrolet inició las ventas del Prisma, una versión sedán del Celta. Otros autos fueron reestilizados, como por ejemplo el Vectra. Con estas acciones, la GM do Brasil esperaba llegar al liderazgo de la fábricas de automóviles brasileñas, ocupado desde ya hace tiempo por la Fiat, que espera con su segunda unidad de producción sostener dicha posición.
El 2 de junio de 2009, el presidente de General Motors do Brasil y Mercosur, Jaime Ardila, declaró que el 2008 fue el mejor año de la empresa en el país. Afirmó que la filial brasileña no será vendida ni dependerá de inversiones de la casa matriz por los próximos cinco años o más porque consigue ser rentable y autosostenible por sí misma.
"Nunca se pensó en ello, [vender la operación de la GM en Brasil] no tendría el menor ni el mejor sentido", dijo el ejecutivo durante una entrevista colectiva, en la sede de la empresa, en São Caetano. "La GM de Brasil es lucrativa, la GM de Colombia también es lucrativa; en la China es también lucrativa. En esas unidades no se necesitan de los recursos de matriz por un buen tiempo y podemos continuar muy tranquilamente por nuestros propios medios."
Con relación a las inversiones, Ardila dijo que el sobrante de US$2500 millones programado para el período de 2007 a 2012 será mantenido -debiendo ser dividido entre Brasil y la operación de la Argentina-. EL 15 de julio, y durante la audiencia con la presidente, Luiz Inácio Lula da Silva, la ministra de la Casa Civil, Dilma Rousseff, y la gobernadora del estado de Río Grande del Sur, Yeda Crusius, Ardila anunció que la empresa va a invertir 2 mil millones de reales en actividades en el país desde el año 2012, y el año será en el que dichas inversiones serían hechas junto a la de los lanzamientos de nuevos vehículos y en la expansión de la fábrica de Gravataí. Esos vehículos serán destinados tanto al mercado interno como a la exportación a los países del Mercosur, más también se espera de que se inicie la exportación de CKD y de vehículos de pasajeros para Sudáfrica.
Según el comentario hecho por el señor Ardila, se estima que se crearán cerca de 1000 empleos directos y más de 7 mil puestos indiretos, y que las contrataciones deberían comenzar a partir del año 2011.
A pesar de las anteriores informaciones, y ante la crisis de las uniddes de General Motors en Europa y China, se planea el reducir entre junio y julio de 2012 la plantilla de personal, que actualmente llega a 25000 empleados, y se llevará hasta los 21000 empleados de las plantas de producción de la GM en Brasil; con un programa de vacaciones colectivas, retiros anticipados (como se hizo en Estados Unidos); y la renegociación de las convenciones colectivas de trabajo´, ante las reducciones de las perspectivas de ventas a nivel mundial, y a la caída estrepitosa de sus ventas a nivel local.

## Curiosidades de su producción
La mayoría de los vehículos de las marcas de la GM do Brasil, (ya que sean de la marca Chevrolet o de las otras marcas del conglomerado); en el Brasil son del tipo FlexiFuel, y sus motores son capaces de funcionar tanto con gasolina 100% como con 100% de combustible de etanol o con cualquier mezcla de dos combustibles (pero principalmente entre etanol-gasolina).

## Responsabilidad social
En el ámbito social, el Mecanismo Mundial de Brasil de actividades orientadas a través del Instituto de General Motors, que fue creado en 1993. Su misión es rescatar a la ciudadanía de niños, jóvenes y adultos de las comunidades pobres, que se encuentran sobre todo cerca de las plantas industriales de la empresa. Sus acciones son principalmente en la educación.

### Desarrollos relacionados
- Renault do Brasil

### Empresas filiales/Partnership similares
- General Motors Corporation
- GM Argentina
- GM Chile
- General Motors Colmotores
- General Motors del Ecuador S.A.
- GM México
- GM Holden
- Daewoo GM
- Isuzu
 Suzuki
- Opel

### Listas relacionadas
- Categoría:Modelos de Chevrolet